# The Exciting Wilson Pickett
The Exciting Wilson Pickett è il terzo album di Wilson Pickett, pubblicato dalla Atlantic Records nell'agosto del 1966.
Il disco contiene numerosi brani pubblicati come singoli ed entrati nelle classifiche statunitensi di rhythm and blues e di pop:
Land of 1000 Dances, pubblicato come singolo (#2348) il 13 luglio 1966 si piazzò al #1 (R&B) ed al #6 (Pop).
634-5789, pubblicato come singolo (#2320) il 20 gennaio 1966 si piazzò al #1 (R&B) ed al #13 (Pop).
In the Midnight Hour (già edito nell'album precedente) fu pubblicato come singolo (#2289) il 5 maggio 1965 si piazzò al #1 (R&B) ed al #21 (Pop).
Ninety-Nine and a Half (Won't Do), pubblicato come singolo (#2334) il 6 maggio 1966 e piazzatosi al #13 (R&B) ed al #53 (Pop).
It's All Over, pubblicato come singolo (#2306) nell'ottobre 1965.

## Tracce
Lato A
1. Land of 1000 Dances – 2:23 (Chris Kenner) – Registrato a Muscle Shoals, Alabama, 8-11 maggio 1966
2. Something You Got – 2:50 (Chris Kenner) – Registrato a Muscle Shoals, Alabama, 8-11 maggio 1966
3. 634-5789 – 2:52 (Steve Cropper, Eddie Floyd) – Registrato a Memphis, Tennessee, 20 dicembre 1965
4. Barefootin' – 2:16 (Robert Parker) – Registrato a Muscle Shoals, Alabama, 8-11 maggio 1966
5. Mercy, Mercy – 2:25 (Don Covay, Ronald Miller) – Registrato a Muscle Shoals, Alabama, 8-11 maggio 1966
6. You're so Fine – 2:30 (Lance Finney, Bob West, Willie Schofield) – Registrato a Muscle Shoals, Alabama, 8-11 maggio 1966

Durata totale: 15:16
Lato B
1. In the Midnight Hour – 2:29 (Wilson Pickett, Steve Cropper) – Registrato a Memphis, Tennessee, 12 maggio 1965
2. Ninety-Nine and a Half (Won't Do) – 2:35 (Wilson Pickett, Steve Cropper, Eddie Floyd) – Registrato a Memphis, Tennessee, 20 dicembre 1965
3. Danger Zone – 2:06 (Wilson Pickett, Steve Cropper) – Registrato a Memphis, Tennessee, 16 settembre 1965
4. I'm Drifting – 2:49 (Wilson Pickett, Homer Banks, David Porter) – Registrato a Memphis, Tennessee, 20 dicembre 1965
5. It's All Over – 2:17 (Wilson Pickett, Steve Cropper) – Registrato a Memphis, Tennessee, 16 settembre 1965
6. She's so Good to Me – 2:15 (Bobby Womack) – Registrato a Muscle Shoals, Alabama, 8-11 maggio 1966

Durata totale: 14:31

## Formazione
Land of 1000 Dances, Something You Got, Barefootin', Mercy, Mercy, You're so Fine, She's so Good to Me
- Wilson Pickett - voce
- Spooner Oldham - tastiera, pianoforte
- Jimmy Johnson - chitarra
- Chips Moman - chitarra
- Steve Cropper - chitarra
- Rodrigo Brito - basso
- Roger Hawkins - batteria
- Wayne Jackson - tromba
- Charlie Chalmers - sassofono tenore
- Andrew Love - sassofono tenore
- Floyd Newman - sassofono baritono

634-5789, Ninety-Nine and a Half (Won't Do), I'm Drifting
- Wilson Pickett - voce
- Isaac Hayes - tastiera, pianoforte
- Steve Cropper - chitarra
- Donald Dunn - basso
- Al Jackson Jr. - batteria
- Wayne Jackson - tromba
- Andrew Love - sassofono tenore
- Floyd Newman - sassofono baritono

In the Midnight Hour
- Wilson Pickett - voce
- Joe Hall - tastiera, pianoforte
- Steve Cropper - chitarra
- Donald Dunn - basso
- Al Jackson Jr. - batteria
- Wayne Jackson - tromba
- Charles Packy Axton - sassofono tenore
- Andrew Love - sassofono tenore
- Floyd Newman - sassofono baritono

Danger Zone, It's All Over
- Wilson Pickett - voce
- Isaac Hayes - tastiera, pianoforte
- Steve Cropper - chitarra
- Donald Dunn - basso
- Al Jackson Jr. - batteria[1]
- Wayne Jackson - tromba
- Gene Miller - tromba
- Andrew Love - sassofono tenore
- Floyd Newman - sassofono baritono